# Jusuf Gazibegović
Jusuf Gazibegović (in cirillico: Јусуф Газибеговић?; Salisburgo, 11 marzo 2000) è un calciatore bosniaco, difensore del Colonia e della nazionale bosniaca.

## Caratteristiche tecniche
È un terzino destro.

## Carriera

### Club
Cresciuto nel settore giovanile del Salisburgo, nel 2018 viene aggregato alla squadra filiale del Liefering con cui debutta fra i professionisti giocando l'incontro di 2. Liga pareggiato 1-1 contro il Ried.
Nel settembre 2020 passa a titolo definitivo allo Sturm Graz.

### Nazionale
Ha giocato nelle nazionali giovanili bosniache Under-17, Under-19 ed Under-21.
Il 2 giugno 2021 esordisce con la nazionale maggiore bosniaca in occasione dell'amichevole pareggiata 0-0 contro il Montenegro.

## Statistiche

### Presenze e reti nei club
Statistiche aggiornate al 23 febbraio 2025.
| Stagione          | Squadra           | Campionato        | Campionato | Campionato | Coppe nazionali | Coppe nazionali | Coppe nazionali | Coppe continentali | Coppe continentali | Coppe continentali | Altre coppe | Altre coppe | Altre coppe | Totale | Totale | Totale |
| Stagione          | Squadra           | Comp              | Pres       | Reti       | Comp            | Pres            | Reti            | Comp               | Pres               | Reti               | Comp        | Pres        | Reti        | Pres   | Reti   |        |
| ----------------- | ----------------- | ----------------- | ---------- | ---------- | --------------- | --------------- | --------------- | ------------------ | ------------------ | ------------------ | ----------- | ----------- | ----------- | ------ | ------ | ------ |
| 2017-2018         | Liefering         | 1L                | 8          | 0          | -               | -               | -               | -                  | -                  | -                  | -           | -           | -           | 8      | 0      |        |
| 2018-2019         | Liefering         | 1L                | 18         | 0          | -               | -               | -               | -                  | -                  | -                  | -           | -           | -           | 18     | 0      |        |
| 2019-2020         | Liefering         | 1L                | 13         | 0          | -               | -               | -               | -                  | -                  | -                  | -           | -           | -           | 13     | 0      |        |
| Totale Liefering  | Totale Liefering  | Totale Liefering  | 39         | 0          |                 | -               | -               |                    | -                  | -                  |             | -           | -           | 39     | 0      |        |
| 2020-2021         | Sturm Graz        | BL                | 25         | 1          | CA              | 4               | 0               | -                  | -                  | -                  | -           | -           | -           | 29     | 1      |        |
| 2021-2022         | Sturm Graz        | BL                | 27         | 0          | CA              | 3               | 0               | UEL                | 7                  | 0                  | -           | -           | -           | 37     | 0      |        |
| 2022-2023         | Sturm Graz        | BL                | 29         | 2          | CA              | 6               | 1               | UCL+UEL            | 2+5                | 0                  | -           | -           | -           | 42     | 3      |        |
| 2023-2024         | Sturm Graz        | BL                | 31         | 2          | CA              | 5               | 0               | UCL+UEL+UECL       | 2+6+3              | 0                  | -           | -           | -           | 47     | 2      |        |
| 2024-gen. 2025    | Sturm Graz        | BL                | 14         | 1          | CA              | 3               | 0               | UCL                | 5                  | 0                  | -           | -           | -           | 22     | 1      |        |
| Totale Sturm Graz | Totale Sturm Graz | Totale Sturm Graz | 126        | 6          |                 | 21              | 1               |                    | 30                 | 0                  |             | -           | -           | 177    | 7      |        |
| gen.-giu. 2025    | Colonia           | 2L                | 6          | 0          | CG              | 1               | 0               | -                  | -                  | -                  | -           | -           | -           | 7      | 0      |        |
| Totale carriera   | Totale carriera   | Totale carriera   | 171        | 6          |                 | 22              | 1               |                    | 30                 | 0                  |             | -           | -           | 223    | 7      |        |

### Cronologia presenze e reti in nazionale
| Cronologia completa delle presenze e delle reti in nazionale ― Bosnia ed Erzegovina | Cronologia completa delle presenze e delle reti in nazionale ― Bosnia ed Erzegovina | Cronologia completa delle presenze e delle reti in nazionale ― Bosnia ed Erzegovina | Cronologia completa delle presenze e delle reti in nazionale ― Bosnia ed Erzegovina | Cronologia completa delle presenze e delle reti in nazionale ― Bosnia ed Erzegovina | Cronologia completa delle presenze e delle reti in nazionale ― Bosnia ed Erzegovina | Cronologia completa delle presenze e delle reti in nazionale ― Bosnia ed Erzegovina | Cronologia completa delle presenze e delle reti in nazionale ― Bosnia ed Erzegovina |
| Data                                                                                | Città                                                                               | In casa                                                                             | Risultato                                                                           | Ospiti                                                                              | Competizione                                                                        | Reti                                                                                | Note                                                                                |
| ----------------------------------------------------------------------------------- | ----------------------------------------------------------------------------------- | ----------------------------------------------------------------------------------- | ----------------------------------------------------------------------------------- | ----------------------------------------------------------------------------------- | ----------------------------------------------------------------------------------- | ----------------------------------------------------------------------------------- | ----------------------------------------------------------------------------------- |
| 2-6-2021                                                                            | Sarajevo                                                                            | Bosnia ed Erzegovina                                                                | 0 – 0                                                                               | Montenegro                                                                          | Amichevole                                                                          | -                                                                                   | 64’                                                                                 |
| 6-6-2021                                                                            | Brøndby                                                                             | Danimarca                                                                           | 2 – 0                                                                               | Bosnia ed Erzegovina                                                                | Amichevole                                                                          | -                                                                                   |                                                                                     |
| 25-3-2022                                                                           | Zenica                                                                              | Bosnia ed Erzegovina                                                                | 0 – 1                                                                               | Georgia                                                                             | Amichevole                                                                          | -                                                                                   | 76’                                                                                 |
| 29-3-2022                                                                           | Zenica                                                                              | Bosnia ed Erzegovina                                                                | 1 – 0                                                                               | Lussemburgo                                                                         | Amichevole                                                                          | -                                                                                   | 45’                                                                                 |
| 4-6-2022                                                                            | Helsinki                                                                            | Finlandia                                                                           | 1 – 1                                                                               | Bosnia ed Erzegovina                                                                | UEFA Nations League 2022-2023                                                       | -                                                                                   | 67’                                                                                 |
| 23-3-2023                                                                           | Zenica                                                                              | Bosnia ed Erzegovina                                                                | 3 – 0                                                                               | Islanda                                                                             | Qual. Euro 2024                                                                     | -                                                                                   |                                                                                     |
| 26-3-2023                                                                           | Bratislava                                                                          | Slovacchia                                                                          | 2 – 0                                                                               | Islanda                                                                             | Qual. Euro 2024                                                                     | -                                                                                   |                                                                                     |
| 17-6-2023                                                                           | Lisbona                                                                             | Portogallo                                                                          | 3 – 0                                                                               | Bosnia ed Erzegovina                                                                | Qual. Euro 2024                                                                     | -                                                                                   | 80’                                                                                 |
| 8-9-2023                                                                            | Zenica                                                                              | Bosnia ed Erzegovina                                                                | 2 – 1                                                                               | Liechtenstein                                                                       | Qual. Euro 2024                                                                     | -                                                                                   | 77’                                                                                 |
| 11-9-2023                                                                           | Reykjavík                                                                           | Islanda                                                                             | 1 – 0                                                                               | Bosnia ed Erzegovina                                                                | Qual. Euro 2024                                                                     | -                                                                                   | 82’                                                                                 |
| 13-10-2023                                                                          | Vaduz                                                                               | Liechtenstein                                                                       | 0 – 2                                                                               | Bosnia ed Erzegovina                                                                | Qual. Euro 2024                                                                     | -                                                                                   | 90+3’                                                                               |
| 16-10-2023                                                                          | Zenica                                                                              | Bosnia ed Erzegovina                                                                | 0 – 5                                                                               | Portogallo                                                                          | Qual. Euro 2024                                                                     | -                                                                                   | 46’                                                                                 |
| 16-11-2023                                                                          | Lussemburgo                                                                         | Lussemburgo                                                                         | 4 – 1                                                                               | Bosnia ed Erzegovina                                                                | Qual. Euro 2024                                                                     | -                                                                                   | 79’                                                                                 |
| 19-11-2023                                                                          | Zenica                                                                              | Bosnia ed Erzegovina                                                                | 1 – 2                                                                               | Slovacchia                                                                          | Qual. Euro 2024                                                                     | -                                                                                   |                                                                                     |
| 21-3-2024                                                                           | Zenica                                                                              | Bosnia ed Erzegovina                                                                | 1 – 2                                                                               | Ucraina                                                                             | Qual. Euro 2024                                                                     | -                                                                                   | 26’                                                                                 |
| 3-6-2024                                                                            | Newcastle upon Tyne                                                                 | Inghilterra                                                                         | 3 – 0                                                                               | Bosnia ed Erzegovina                                                                | Amichevole                                                                          | -                                                                                   | 64’                                                                                 |
| 9-6-2024                                                                            | Empoli                                                                              | Italia                                                                              | 1 – 0                                                                               | Bosnia ed Erzegovina                                                                | Amichevole                                                                          | -                                                                                   |                                                                                     |
| 7-9-2024                                                                            | Eindhoven                                                                           | Paesi Bassi                                                                         | 5 – 2                                                                               | Bosnia ed Erzegovina                                                                | UEFA Nations League 2024-2025 - 1º turno                                            | -                                                                                   | 86’                                                                                 |
| 10-9-2024                                                                           | Budapest                                                                            | Ungheria                                                                            | 0 – 0                                                                               | Bosnia ed Erzegovina                                                                | UEFA Nations League 2024-2025 - 1º turno                                            | -                                                                                   |                                                                                     |
| 11-10-2024                                                                          | Zenica                                                                              | Bosnia ed Erzegovina                                                                | 1 – 2                                                                               | Germania                                                                            | UEFA Nations League 2024-2025 - 1º turno                                            | -                                                                                   |                                                                                     |
| 14-10-2024                                                                          | Zenica                                                                              | Bosnia ed Erzegovina                                                                | 0 – 2                                                                               | Ungheria                                                                            | UEFA Nations League 2024-2025 - 1º turno                                            | -                                                                                   | 46’                                                                                 |
| Totale                                                                              |                                                                                     | Presenze                                                                            | 21                                                                                  |                                                                                     | Reti                                                                                | 0                                                                                   |                                                                                     |

## Palmarès

### Club

#### Competizioni nazionali
- Coppa d'Austria: 2

Sturm Graz: 2022-2023, 2023-2024
- Campionato austriaco: 1

Sturm Graz: 2023-2024
- Campionato tedesco di seconda divisione: 1

Colonia: 2024-2025